# 臺北市私立大誠高級中學

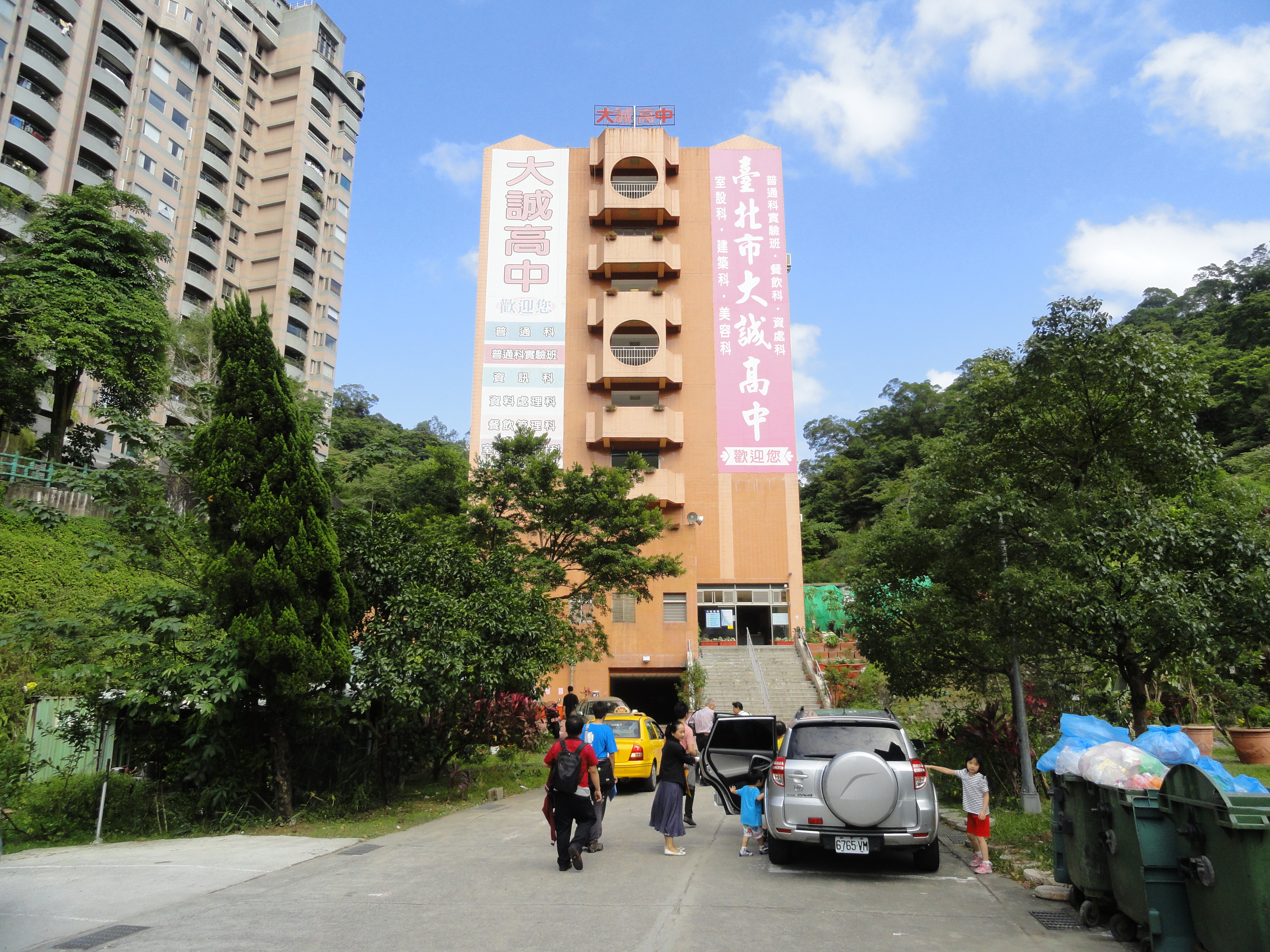
台北市私立大诚高级中学

臺北市私立大誠高級中學（英語：Taipei Dacheng High School），是位於臺北市文山區的一所私立高級中等學校附設職業類科。班級數12班，學生人數192人，2025年部分停止招生，仍招生的科別為餐飲科。

## 校史
1966年因應九年一貫政策，由一些對教育熱忱的人創辦。2017年招生總數13人，為此校方進行轉型並在2018年開辦汽車科。轉型後預約入學的人數提升至80人左右；2024年招收新生總數為0，已朝停辦轉型規劃。為避免學生權益受損，會持續運作到所有學生均畢業為止，退場後預計轉型社會福利機構。

## 科系
設有普通科、建築科、室內空間設計科、餐飲科、汽車科等科別。其中餐飲科及汽車科亦開設在進修部進修學校。

## 學校首長
現任董事長是李顯榮，自1968年首任校長丁德先上任後，先後由魏棣久、周人鏡、林淑珍、王禮駿、曾三奇、蔡秋河、邱瑞吉、李坤興、蔡永智、陳仁傑、李榮東、張德宏接任校長，目前由教務主任兼任校長。

### 註解
1. ↑  三年級102人，二年級90人，每個年級各6班

## 外部連結
- 官方网站
- Facebook